# Миливоје Зечевић
Миливоје Зечевић (Београд, 8. јун 1872  — ?, 28. септембар 1946) је био српски официр и и армијски генерал југословенске војске. Министар војске и морнарице у југословенској влади од 20. јула 1921. до 3. јануара 1922. године. 

## Биографија
Од 1917. године је припадао тајној официрској организацији Бела рука, заједно са својим саборцем Мирком Милисављевићем.
Био је на месту министра војног у време смрти краља Петра Карађорђевића. Дан уочи краљеве смрти, 15. августа,  упутио је генералу Стевану Хаџићу, првом ађутанту краља Петра, упутство да у случају Петрове смрти детаљно обавештава будућег краља Александра, који је због лечења боравио у Паризу, о свему што се збива у Београду.
Убили су га одмах по окончању Другог светског рата припадници Титових партизана 1946. године.